# Ond (capo magiaro)
Ond (fl. IX secolo) fu, secondo l'anonimo cronista autore delle Gesta Hungarorum, uno dei sette capitribù che condussero il popolo magiaro nel bacino dei Carpazi nell'895.

## Biografia
Ond era il capo della tribù magiara dei Tarján e uno dei sette capitribù assieme a Előd, Tas, Töhötöm, Huba, Kond, i quali rispondevano come autorità maggiore al principe Álmos.
La cronaca medievale delle Gesta Hungarorum afferma che Ond era il padre di Ete. Riferisce inoltre che quando gli Ungari giunsero nel bacino dei Carpazi, Ond fu tra i comandanti che agì attivamente per occuparlo. Dopo aver tenuto un incontro con i suoi comandanti, Árpád inviò un'ambasciata al signore della guerra Salán, che viveva in una regione del bacino. I partecipanti di questa ambasciata furono Ond e Ketel, che tornarono presto ad Árpád portando i doni inviati da Salán. Tra i regali rientravano terra, acqua e pellicce, una metafora per simboleggiare il conferimento ad Árpád di quell'intero territorio.
Quando le truppe magiare avanzarono e occuparono queste regioni, Árpád cedette a Ond i territori «dal fiume Tibisco alla palude di Botva e dal Körtvély alle sabbie di Alpár». Successivamente, il figlio di Ond, Ete, radunò molti Sloveni, li costrinse a prestargli servizio e costruì un solido castello tra la fortezza di Alpár e la piana di Bőd, che gli sloveni chiamarono nella loro lingua Songrád, ovvero "castello nero".

### Fonti primarie
- Dezső Dercsényi (a cura di), Chronica Picta, Corvina, Taplinger Publishing, 1970, ISBN 978-08-00-84015-0.
- Anonimo notaio di re Béla, Gesta Hungarorum, traduzione di Martyn Rady e László Veszprémy, CEU Press, 2010, ISBN 978-963-9776-95-1.

### Fonti secondarie
- (EN) Alexandru Madgearu, The Romanians in the Anonymous Gesta Hungarorum: Truth and Fiction, Romanian Cultural Institute, Center for Transylvanian Studies, 2005, ISBN 973-7784-01-4.
- (EN) Victor Spinei, The Great Migrations in the East and South East of Europe from the Ninth to the Thirteenth Century, 2003, ISBN 978-973-85894-5-2.